# Conrado Estrella
Conrado F. Estrella sr. (Santo Tomas, 19 augustus 1917 - Pasig City, 31 mei 2011) was een Filipijns politicus.

## Biografie
Conrado Estrella werd geboren op 19 augustus 1917 in Santo Tomas in de Filipijnse provincie Pangasinan. Zijn ouders waren Bernardino Estrella en Maria Favis. Estrella behaalde in 1941 zijn bachelor-diploma geschiedenis aan de Far Eastern University. Tijdens de Tweede Wereldoorlog was hij luitenant in een guerrilla-eenheid in Bulacan.
In 1951 werd Agbayani gekozen tot burgemeester van Rosales. In 1954 werd hij door president Ramon Magsaysay benoemd tot waarnemend gouverneur van de provincie Pangasinan, nadat voorganger Juan de Rodriquez was benoemd tot minister van landbouw en natuurlijke hulpbronnen. In 1955 en 1959 werd Estrella herkozen als gouverneur, totdat hij in 1963 werd opgevolgd Francisco Duque. Op 31 december 1965 werd benoemd gouverneur van de Land Authority en voorzitter van de National Reform Council. Hij was ook hoogste baas van de Land Reform Project Administration. Tevens was hij voorzitter van het Presidential Coordinating Committee for Social Justice and Agrarian Reform (PCCSJAR) en voorzitter van een adviserende commissie van het Agrarian Reform Institute.
In 10 september 1971 werd hij benoemd tot minister van landbouwhervormingen (Agrarian Reform) in het kabinet van de president Ferdinand Marcos. Deze functie bkleede Estrella vijftien jaar lang tot april 1986. In deze periode was hij verantwoordelijk voor de uitvoering van het landhervormingsprogramma van Marcos. Bestaande landgoeden werden opgeknipt en in delen verkocht aan lokale boeren. Van 1978 tot 1986 was Estrella namens Pangasinan tevens lid van het Batasang Pambansa (het Filipijns parlement uit die tijd).
Estrella overleed in 2011 op 93-jarige leeftijd. Hij was getrouwd met Sergia Bautista en kreeg met haar vijf kinderen: Robert, Conrado jr, Jaime, Bernadette en Noemi. Estrella was de grootvader van afgevaardigde Conrado Estrella III en afgevaardigde Robert Raymond Estrella.